# Бобровка (приток Тетерева)
Бобровка — река на Украине, протекает по территории Житомирского и Пулинского районов Житомирской области. Левый приток Тетерева. Длина Бобровки — 10 км. Площадь водосборного бассейна — 46 км².
Берёт начало в окрестностях села Тартачок Пулинского района, далее протекает в юго-восточном направлении через территорию Житомирского района и впадает в реку Тетерев слева в 277 км от устья на высоте 190,2 м над уровнем моря.
Имеет 7 притоков длиной менее 10 км.